# Чемпионат Европы по водному поло среди мужчин 2010
29-й Чемпионат Европы по водному поло проходил с 29 августа по 11 сентября 2010 года в городе Загреб (Хорватия).

## Формат турнира
В турнире принимали участия 12 команд в круговой системы. Групповой раунд состоял из 2 групп по 6 команд. Расположение в группах строилось следующим образом:
- Победители групп попадали в полуфинал;
- Команды занявшие 2-3 место начинали плей-офф с четвертьфинала;
- Команды занявшие четвёртые места попадали в «турнир за 7-10 место»;
- Команды занявшие 5-6 места играли в «турнире за 7-12 место». После чего победители играли в «турнире за 7-10 место».

Команды проигравшие в «турнире за 7-12 место» играли в матч за 11 место. Команды проигравшие в «турнире за 7-10 место» играли в матч за 9 место. А победители играли в матче за 7 место.
Команды проигравшие в четвертьфинале и полуфинале, соответственно играли в матчах за 5 и 3 место.

## Квалификация
Команды квалифицируются следующим образом:
- Принимающая страна;
- 5 лучших команд по итогам Чемпионата Европы 2008 года;
- 6 команд по итогам квалификационного раунда.

| Турнир                              | Дата | Места | Команды                                        |
| ----------------------------------- | ---- | ----- | ---------------------------------------------- |
| Принимающая страна                  |      | 1     | Хорватия                                       |
| Чемпионата Европы 2008 года         |      | 5     | Черногория Сербия Венгрия Италия Германия      |
| Квалификация Чемпионата Европы 2010 |      | 6     | Греция Румыния Испания Македония Россия Турция |

## Групповой этап
| Условные обозначения                                                            |
| ------------------------------------------------------------------------------- |
| Победители в своих группах, переходят в полуфинал                               |
| Команда, занявшие 2-3 место в своих группах, переходят в четвертьфинал          |
| Команды, занявшие пятые места в своих группах, переходят в Матчи за 7-10 место  |
| Команды, занявшие шестые места в своих группах, переходят в Матчи за 7-12 место |

### Группа А
| Место | Команда    | М | В | Н | П | ГЗ | ГП | +/- | Очки |
| ----- | ---------- | - | - | - | - | -- | -- | --- | ---- |
| 1     | Хорватия   | 5 | 4 | 0 | 1 | 54 | 32 | +22 | 12   |
| 2     | Италия     | 5 | 4 | 0 | 1 | 42 | 35 | +7  | 12   |
| 3     | Черногория | 5 | 3 | 1 | 1 | 60 | 38 | +22 | 10   |
| 4     | Румыния    | 5 | 2 | 1 | 2 | 46 | 48 | -2  | 7    |
| 5     | Испания    | 5 | 1 | 0 | 4 | 41 | 40 | +1  | 3    |
| 6     | Турция     | 5 | 0 | 0 | 5 | 21 | 71 | -50 | 0    |

| 29 августа 10:00 | Отчёт | Турция                                 | 6:12 | Румыния                                                                      | Загреб, Хорватия Судьи: Николаус Ставролос, Урсула Венгенрох |
| 29 августа 10:00 | Отчёт | Счёт по четвертям: 1–2, 1–3, 0–3, 1–4  |      |                                                                              | Загреб, Хорватия Судьи: Николаус Ставролос, Урсула Венгенрох |
| 29 августа 10:00 | Отчёт | Кагатай — 3 Бескардеслер — 2 Гювен — 1 | Голы | Раду — 4 Диакону — 2 Бусила — 2 Чивеану — 1 Негреану — 1 Йосеп — 1 Кадар — 1 | Загреб, Хорватия Судьи: Николаус Ставролос, Урсула Венгенрох |

| 29 августа 18:00 | Отчёт | Италия                                           | 7:6  | Испания                                                       | Загреб, Хорватия Судьи: Борис Маргета, Юнаш Дьердь |
| 29 августа 18:00 | Отчёт | Счёт по четвертям: 3–1, 0–1, 2–1, 2–3            |      |                                                               | Загреб, Хорватия Судьи: Борис Маргета, Юнаш Дьердь |
| 29 августа 18:00 | Отчёт | Фелуго — 2 Пречуитти — 2 Аикарди — 2 Луонджо — 1 | Голы | Эспаньол — 2 Мингелл — 1 Валлес — 1 Малларах — 1 Х.Гарсия — 1 | Загреб, Хорватия Судьи: Борис Маргета, Юнаш Дьердь |

| 29 августа 20:40 | Отчёт | Черногория                                                                            | 11:9 | Хорватия                                                                         | Загреб, Хорватия Судьи: Марк Левин, Сергей Наумов |
| 29 августа 20:40 | Отчёт | Счёт по четвертям: 1–3, 6–2, 1–3, 3–1                                                 |      |                                                                                  | Загреб, Хорватия Судьи: Марк Левин, Сергей Наумов |
| 29 августа 20:40 | Отчёт | Н.Янович — 2 Ивович — 2 Злокович — 2 Йокич — 2 Вукчевич — 1 М.Янович — 1 Гойкович — 1 | Голы | Буселье — 2 Бошкович — 2 Бурич — 1 Йокович — 1 Карач — 1 Барач — 1 Обрадович — 1 | Загреб, Хорватия Судьи: Марк Левин, Сергей Наумов |

| 30 августа 11:30 | Отчёт | Испания                                                                             | 10:11 | Румыния                                            | Загреб, Хорватия Судьи: Небойша Стайкович, Юрген Хаусе |
| 30 августа 11:30 | Отчёт | Счёт по четвертям: 1–2, 2–3, 5–3, 2–3                                               |       |                                                    | Загреб, Хорватия Судьи: Небойша Стайкович, Юрген Хаусе |
| 30 августа 11:30 | Отчёт | Молина — 2 Валлес — 2 Х.Гарсия — 2 Гарсия — 1 Мингюэлл — 1 Эспаньол — 1 Перроне — 1 | Голы  | Матей— 3 Георгешу— 3 Раду — 2 Гибан — 2 Нигрен — 1 | Загреб, Хорватия Судьи: Небойша Стайкович, Юрген Хаусе |

| 30 августа 13:00 | Отчёт | Италия                                                                                  | 11:10 | Черногория                                                                | Загреб, Хорватия Судьи: Георг Кун, Николаус Ставридис |
| 30 августа 13:00 | Отчёт | Счёт по четвертям: 3–2, 3–4, 3–3, 2–1                                                   |       |                                                                           | Загреб, Хорватия Судьи: Георг Кун, Николаус Ставридис |
| 30 августа 13:00 | Отчёт | Фелуго — 3 Луонджо — 2 Фиглиоли — 2 Гитто — 1 Пресцуитти — 1 Фиорентини — 1 Айкарди — 1 | Голы  | М.Янович — 5 Петрович — 1 Н.Янович — 1 Ивович — 1 Гойкович — 1 Джокич — 1 | Загреб, Хорватия Судьи: Георг Кун, Николаус Ставридис |

| 30 августа 20:40 | Отчёт | Хорватия                                                                                                 | 16:3 | Турция                           | Загреб, Хорватия Судьи: Михайло Чирич, Аксель Бендер |
| 30 августа 20:40 | Отчёт | Счёт по четвертям: 3–2, 4–1, 6–0, 3–0                                                                    |      |                                  | Загреб, Хорватия Судьи: Михайло Чирич, Аксель Бендер |
| 30 августа 20:40 | Отчёт | Добун — 4 Муслим — 3 Йокович — 2 Сукно — 2 Бошкович — 1 Барач — 1 Хинич — 1 Обрадович — 1 Бульюбашич — 1 | Голы | Окман — 1 Кагатай — 1 Хантал — 1 | Загреб, Хорватия Судьи: Михайло Чирич, Аксель Бендер |

| 1 сентября 11:30 | Отчёт | Турция                                | 4:9  | Италия                                                      | Загреб, Хорватия Судьи: Марк Левин, Георг Кун |
| 1 сентября 11:30 | Отчёт | Счёт по четвертям: 1–2, 1–1, 1–4, 1–2 |      |                                                             | Загреб, Хорватия Судьи: Марк Левин, Георг Кун |
| 1 сентября 11:30 | Отчёт | Окман — 2 Чоскун — 1 Хантал — 1       | Голы | Галло — 4 Десерти — 2 Гитто — 1 Фиглиоли — 1 Пресцуитти — 1 | Загреб, Хорватия Судьи: Марк Левин, Георг Кун |

| 1 сентября 18:00 | Отчёт | Румыния                                                  | 7:13 | Хорватия                                                                     | Загреб, Хорватия Судьи: Николаус Ставридис, Юнаш Дьердь |
| 1 сентября 18:00 | Отчёт | Счёт по четвертям: 4–3, 1–3, 1–4, 1–3                    |      |                                                                              | Загреб, Хорватия Судьи: Николаус Ставридис, Юнаш Дьердь |
| 1 сентября 18:00 | Отчёт | Раду — 2 Йосеп— 2 Матей Гуйман— 1 Георгешу — 1 Гибан — 1 | Голы | Бусльйе — 6 Бошкович — 2 Муслим— 1 Добуд— 1 Бурич — 1 Джокович — 1 Карач — 1 | Загреб, Хорватия Судьи: Николаус Ставридис, Юнаш Дьердь |

| 1 сентября 20:40 | Отчёт | Черногория                                                   | 8:7  | Испания                                        | Загреб, Хорватия Судьи: Сергей Наумов, Антон Берховец |
| 1 сентября 20:40 | Отчёт | Счёт по четвертям: 3–2, 2–2, 2–2, 1–1                        |      |                                                | Загреб, Хорватия Судьи: Сергей Наумов, Антон Берховец |
| 1 сентября 20:40 | Отчёт | Янович — 2 Златович — 2 Джокич — 2 Вукчевич — 1 Гойкович — 1 | Голы | Перроне — 2 Валлес — 2 Молина — 2 Мингюэлл — 1 | Загреб, Хорватия Судьи: Сергей Наумов, Антон Берховец |

| 3 сентября 11:30 | Отчёт | Черногория                                                                                         | 22:2 | Турция               | Загреб, Хорватия Судьи: Светлана Древаль, Серхио Боррелл |
| 3 сентября 11:30 | Отчёт | Счёт по четвертям: 5–1, 6–0, 5–0, 6–1                                                              |      |                      | Загреб, Хорватия Судьи: Светлана Древаль, Серхио Боррелл |
| 3 сентября 11:30 | Отчёт | М.Янович — 4 Ивович — 4 Злокович — 4 Данилович — 3 Вукчевич — 2 Янович — 2 Джокич — 2 Петрович — 1 | Голы | Гунтук — 1 Гувен — 1 | Загреб, Хорватия Судьи: Светлана Древаль, Серхио Боррелл |

| 3 сентября 18:00 | Отчёт | Италия                                                                                | 10:7 | Румыния                                               | Загреб, Хорватия Судьи: Николаус Ставролос, Сергей Наумов |
| 3 сентября 18:00 | Отчёт | Счёт по четвертям: 4–2, 1–1, 2–1, 3–3                                                 |      |                                                       | Загреб, Хорватия Судьи: Николаус Ставролос, Сергей Наумов |
| 3 сентября 18:00 | Отчёт | Фиглиоли — 3 Джиачоппо — 2 Луонджо — 1 Гитто — 1 Галло — 1 Пресцуитти — 1 Десерти — 1 | Голы | Раду — 3 Негрену — 1 Диакону — 1 Йосеп — 1 Бусила — 1 | Загреб, Хорватия Судьи: Николаус Ставролос, Сергей Наумов |

| 3 сентября 20:40 | Отчёт | Испания                                          | 6:8  | Хорватия                                                           | Загреб, Хорватия Судьи: Борис Маргета, Марк Левин |
| 3 сентября 20:40 | Отчёт | Счёт по четвертям: 1–2, 0–1, 2–1, 3–4            |      |                                                                    | Загреб, Хорватия Судьи: Борис Маргета, Марк Левин |
| 3 сентября 20:40 | Отчёт | Молина — 2 Х.Гарсия — 2 Мингюэлл — 1 Перроне — 1 | Голы | Муслим — 2 Барач — 2 Бурич — 1 Бошкович — 1 Джокович — 1 Сукно — 1 | Загреб, Хорватия Судьи: Борис Маргета, Марк Левин |

| 5 сентября 13:00 | Отчёт | Турция                                | 6:12 | Испания                                                                            | Загреб, Хорватия Судьи: Светлана Древаль, Антон Берховец |
| 5 сентября 13:00 | Отчёт | Счёт по четвертям: 2–5, 3–1, 0–4, 1–2 |      |                                                                                    | Загреб, Хорватия Судьи: Светлана Древаль, Антон Берховец |
| 5 сентября 13:00 | Отчёт | Окман — 2 Хантал — 2 Бескардеслер — 2 | Голы | Джаллего — 3 Мартин — 2 Молина — 2 Гарсия — 2 Сирануй — 1 Мингюэлл — 1 Перроне — 1 | Загреб, Хорватия Судьи: Светлана Древаль, Антон Берховец |

| 5 сентября 18:00 | Отчёт | Румыния                                                                | 9:9  | Черногория                                                                | Загреб, Хорватия Судьи: Сергей Наумов, Николаус Ставридис |
| 5 сентября 18:00 | Отчёт | Счёт по четвертям: 3–3, 1–3, 4–1, 1–2                                  |      |                                                                           | Загреб, Хорватия Судьи: Сергей Наумов, Николаус Ставридис |
| 5 сентября 18:00 | Отчёт | Йосеп — 3 Раду — 2 Нигреан — 1 Матей Гуйман — 1 Диакону — 1 Бусила — 1 | Голы | Н.Янович— 2 Злокович— 2 Гойкович— 2 Данилович — 1 Вукчевич — 1 Ивович — 1 | Загреб, Хорватия Судьи: Сергей Наумов, Николаус Ставридис |

| 5 сентября 20:40 | Отчёт | Италия                                          | 5:8  | Хорватия                                                 | Загреб, Хорватия Судьи: Эрхан Тулга, Марк Левин |
| 5 сентября 20:40 | Отчёт | Счёт по четвертям: 2–3, 2–1, 1–4, 0–0           |      |                                                          | Загреб, Хорватия Судьи: Эрхан Тулга, Марк Левин |
| 5 сентября 20:40 | Отчёт | Фелуго — 2 Луонджо — 1 Галло — 1 Пресцуитти — 1 | Голы | Сукно — 3 Муслим — 2 Бошкович — 1 Добуд — 1 Джокович — 1 | Загреб, Хорватия Судьи: Эрхан Тулга, Марк Левин |

### Группа В
| Место | Команда            | М | В | Н | П | ГЗ | ГП | +/- | Очки |
| ----- | ------------------ | - | - | - | - | -- | -- | --- | ---- |
| 1     | Венгрия            | 5 | 4 | 1 | 0 | 40 | 28 | +12 | 13   |
| 2     | Сербия             | 5 | 4 | 0 | 1 | 71 | 36 | +35 | 12   |
| 3     | Германия           | 5 | 3 | 0 | 2 | 32 | 45 | -13 | 9    |
| 4     | Греция             | 5 | 1 | 1 | 3 | 26 | 31 | -5  | 4    |
| 5     | Северная Македония | 5 | 1 | 0 | 4 | 35 | 53 | -18 | 3    |
| 6     | Россия             | 5 | 1 | 0 | 4 | 42 | 53 | -11 | 3    |

| 29 августа 11:30 | Отчёт | Россия                                                               | 9:10 | Северная Македония                                            | Загреб, Хорватия Судьи: Стефано Раччителли, Михай Симион |
| 29 августа 11:30 | Отчёт | Счёт по четвертям: 3–3, 2–2, 2–1, 2–4                                |      |                                                               | Загреб, Хорватия Судьи: Стефано Раччителли, Михай Симион |
| 29 августа 11:30 | Отчёт | Юрчик — 3 Стратан — 2 Басик — 1 Халтурин — 1 Закиров — 1 Лисунов — 1 | Голы | Вуксанович — 3 Ивович — 2 Бркич — 2 Петрович — 2 Рачуница — 1 | Загреб, Хорватия Судьи: Стефано Раччителли, Михай Симион |

| 29 августа 13:00 | Отчёт | Венгрия                                                                        | 10:8 | Германия                                                 | Загреб, Хорватия Судьи: Андрей Фралунович, Марио Бргульян |
| 29 августа 13:00 | Отчёт | Счёт по четвертям: 3–3, 3–1, 3–1, 1–3                                          |      |                                                          | Загреб, Хорватия Судьи: Андрей Фралунович, Марио Бргульян |
| 29 августа 13:00 | Отчёт | Бирош — 4 Мадараш — 1 Хоснянски — 1 Да.Варга — 1 Сивош — 1 Вамош — 1 Харай — 1 | Голы | Кроцманн — 2 Рессинг — 2 Елер — 2 Буковски — 1 Штамм — 1 | Загреб, Хорватия Судьи: Андрей Фралунович, Марио Бргульян |

| 29 августа | Отчёт | Сербия                                                                                | 13:5 | Греция                                                               | Загреб, Хорватия Судьи: Франциск Хавьер Буш, Антон Бервоец |
| 29 августа | Отчёт | Счёт по четвертям: 2–1, 4–2, 3–1, 4–1                                                 |      |                                                                      | Загреб, Хорватия Судьи: Франциск Хавьер Буш, Антон Бервоец |
| 29 августа | Отчёт | Удовичич — 4 Никич — 3 Прлаинович — 2 Гочич — 1 Пиетлович — 1 Раден — 1 Филипович — 1 | Голы | Пападогконас — 1 Миралис — 1 Делакас — 1 Афроудакас — 1 Моурикас — 1 | Загреб, Хорватия Судьи: Франциск Хавьер Буш, Антон Бервоец |

| 30 августа 10:00 | Отчёт | Германия                                    | 7:6  | Россия                                            | Загреб, Хорватия Судьи: Филиппо Гомез, Мирослав Власич |
| 30 августа 10:00 | Отчёт | Счёт по четвертям: 2–0, 1–3, 2–2, 2–1       |      |                                                   | Загреб, Хорватия Судьи: Филиппо Гомез, Мирослав Власич |
| 30 августа 10:00 | Отчёт | Элер — 3 Полице — 2 Штамм — 1 Креуцманн — 1 | Голы | Халтурин— 2 Стратан— 2 Новоксёнов — 1 Агарков — 1 | Загреб, Хорватия Судьи: Филиппо Гомез, Мирослав Власич |

| 30 августа 16:30 | Отчёт | Сербия                                    | 6:9  | Венгрия                                                            | Загреб, Хорватия Судьи: Серхио Боррелл, Эрхан Тулга |
| 30 августа 16:30 | Отчёт | Счёт по четвертям: 3–2, 3–4, 3–3, 2–1     |      |                                                                    | Загреб, Хорватия Судьи: Серхио Боррелл, Эрхан Тулга |
| 30 августа 16:30 | Отчёт | Филипович — 3 Удовичич — 2 Прлаинович — 1 | Голы | Мадараш — 3 Кис — 2 Хоснянски — 1 Сивош — 1 Да.Варга — 1 Бирош — 1 | Загреб, Хорватия Судьи: Серхио Боррелл, Эрхан Тулга |

| 30 августа 18:00 | Отчёт | Греция | 10:5 | Северная Македония                                               | Загреб, Хорватия Судьи: Марк Левин, Пьер Боннай |
| 30 августа 18:00 | Отчёт | Счёт по четвертям: 2–2, 4–1, 0–1, 4–1                                                                         |      |                                                                  | Загреб, Хорватия Судьи: Марк Левин, Пьер Боннай |
| 30 августа 18:00 | Отчёт | Миралис — 2 Моурикис — 2 Мылонакис — 1 Пападогконас — 1 Делакас — 1 Афроудакис — 1 Нтоскас — 1 Мителоудис — 1 | Голы | Вуксанович — 1 Босанчич — 1 Кречкович — 1 Бркич — 1 Латкович — 1 | Загреб, Хорватия Судьи: Марк Левин, Пьер Боннай |

| 1 сентября 10:00 | Отчёт | Россия                                                                                        | 10:16 | Сербия                                                                                               | Загреб, Хорватия Судьи: Филиппо Гомез, Мирослав Власич |
| 1 сентября 10:00 | Отчёт | Счёт по четвертям: 2–7, 3–3, 1–1, 4–5                                                         |       | | Загреб, Хорватия Судьи: Филиппо Гомез, Мирослав Власич |
| 1 сентября 10:00 | Отчёт | Стратан — 3 Рыжов-Аленичев — 2 Желтовский — 1 Антипов — 1 Закиров — 1 Лисунов — 1 Агарков — 1 | Голы  | Пиеткович — 3 Никич — 3 Гочич — 2 Алексич — 2 Филипович — 2 Прлаинович — 2 Вапенски — 1 Митрович — 1 | Загреб, Хорватия Судьи: Филиппо Гомез, Мирослав Власич |

| 1 сентября 13:00 | Отчёт | Северная Македония                                      | 7:8  | Германия                                              | Загреб, Хорватия Судьи: Эрхан Тулга, Андрей Фралунович |
| 1 сентября 13:00 | Отчёт | Счёт по четвертям: 1–3, 1–3, 4–2, 1–0                   |      |                                                       | Загреб, Хорватия Судьи: Эрхан Тулга, Андрей Фралунович |
| 1 сентября 13:00 | Отчёт | Делас — 3 Рачуница— 1 Вуксанович— 1 Бркич — 1 Бенич — 1 | Голы | Политце — 2 Креузманн — 2 Элер — 2 Реал — 1 Штамм — 1 | Загреб, Хорватия Судьи: Эрхан Тулга, Андрей Фралунович |

| 1 сентября 16:30 | Отчёт | Венгрия                                          | 6:6  | Греция                                                           | Загреб, Хорватия Судьи: Стефано Раччителли, Борис Маргета |
| 1 сентября 16:30 | Отчёт | Счёт по четвертям: 0–3, 1–0, 3–2, 2–1            |      |                                                                  | Загреб, Хорватия Судьи: Стефано Раччителли, Борис Маргета |
| 1 сентября 16:30 | Отчёт | Да.Варга — 2 Бирош — 2 Мадараш — 1 Хоснянски — 1 | Голы | Афроудакис — 2 Миралис — 1 Делакис — 1 Фонтоулис — 1 Моурикис— 1 | Загреб, Хорватия Судьи: Стефано Раччителли, Борис Маргета |

| 3 сентября 10:00 | Отчёт | Сербия                                                                         | 19:9 | Северная Македония                                           | Загреб, Хорватия Судьи: Пьер Боннай, Филиппо Гомез |
| 3 сентября 10:00 | Отчёт | Счёт по четвертям: 4–0, 2–1, 7–2, 6–6                                          |      |                                                              | Загреб, Хорватия Судьи: Пьер Боннай, Филиппо Гомез |
| 3 сентября 10:00 | Отчёт | Прлаинович — 5 Удовичич — 4 Пиетлович — 4 Митрович — 3 Аврамович — 2 Гочич — 1 | Голы | Делас — 3 Латкович — 2 Бенич — 2 Рачуница — 1 Вуксанович — 1 | Загреб, Хорватия Судьи: Пьер Боннай, Филиппо Гомез |

| 3 сентября 13:00 | Отчёт | Венгрия                                                                                   | 14:10 | Россия                                                                                  | Загреб, Хорватия Судьи: Андрей Фралунович, Франциск Хавьер Буш |
| 3 сентября 13:00 | Отчёт | Счёт по четвертям: 5–3, 3–3, 3–1, 3–3                                                     |       |                                                                                         | Загреб, Хорватия Судьи: Андрей Фралунович, Франциск Хавьер Буш |
| 3 сентября 13:00 | Отчёт | Де.Варга — 4 Бирош — 3 Кис — 2 Тэрэк — 1 Мадараш — 1 Хоснянски — 1 Да.Варга — 1 Сивош — 1 | Голы  | Юрчик — 4 Желтовский — 1 Халтурин — 1 Стратан — 1 Новоксёнов — 1 Закиров — 1 Лисунов— 1 | Загреб, Хорватия Судьи: Андрей Фралунович, Франциск Хавьер Буш |

| 3 сентября 16:30 | Отчёт | Греция                                                      | 5:6  | Германия                            | Загреб, Хорватия Судьи: Эрхан Тулга, Марио Бргульян |
| 3 сентября 16:30 | Отчёт | Счёт по четвертям: 0–2, 1–1, 2–2, 2–1                       |      |                                     | Загреб, Хорватия Судьи: Эрхан Тулга, Марио Бргульян |
| 3 сентября 16:30 | Отчёт | Мылонаскис — 2 Пападогконас — 1 Афроудакис — 1 Коломвос — 1 | Голы | Политце — 3 Креузманн — 2 Штамм — 1 | Загреб, Хорватия Судьи: Эрхан Тулга, Марио Бргульян |

| 5 сентября 10:00 | Отчёт | Сербия | 17:3 | Германия                    | Загреб, Хорватия Судьи: Николаус Ставрполос, Франциск Хавьер Буш |
| 5 сентября 10:00 | Отчёт | Счёт по четвертям: 4–2, 5–0, 2–0, 6–1                                                                          |      |                             | Загреб, Хорватия Судьи: Николаус Ставрполос, Франциск Хавьер Буш |
| 5 сентября 10:00 | Отчёт | Удовичич — 3 Филипович — 3 Вапенски — 2 Гочич — 2 Никич — 2 Раден — 2 Пиеткович — 1 Алексич — 1 Прлаинович — 1 | Голы | Реал — 1 Штамм — 1 Элер — 1 | Загреб, Хорватия Судьи: Николаус Ставрполос, Франциск Хавьер Буш |

| 5 сентября 11:30 | Отчёт | Россия                                              | 7:6  | Греция                                              | Загреб, Хорватия Судьи: Филиппо Гомез, Дьердь Кун |
| 5 сентября 11:30 | Отчёт | Счёт по четвертям: 3–2, 0–0, 2–3, 2–1               |      |                                                     | Загреб, Хорватия Судьи: Филиппо Гомез, Дьердь Кун |
| 5 сентября 11:30 | Отчёт | Агарков — 3 Халтурин — 2 Антипов — 1 Новоксёнов — 1 | Голы | Миралис — 3 Афроудакис — 1 Нтоскас — 1 Коломвос — 1 | Загреб, Хорватия Судьи: Филиппо Гомез, Дьердь Кун |

| 5 сентября 16:30 | Отчёт | Венгрия                                       | 7:4  | Северная Македония                        | Загреб, Хорватия Судьи: Марио Бргульян, Юрген Хаусе |
| 5 сентября 16:30 | Отчёт | Счёт по четвертям: 2–0, 2–4, 0–0, 3–0         |      |                                           | Загреб, Хорватия Судьи: Марио Бргульян, Юрген Хаусе |
| 5 сентября 16:30 | Отчёт | Де.Варга — 3 Да.Варга — 2 Харай — 1 Сивош — 1 | Голы | Вуксанович — 2 Кречкович — 1 Димовски — 1 | Загреб, Хорватия Судьи: Марио Бргульян, Юрген Хаусе |

## Плей-офф

### 1/4 финала. Матчи за 7-12 место
| 9 сентября 13:00 | Отчёт | Испания                                                  | 9:6  | Россия                  | Загреб, Хорватия Судьи: Марк Левин, Михай Симион |
| 9 сентября 13:00 | Отчёт | Счёт по четвертям: 3–0, 2–1, 2–5, 2–0                    |      |                         | Загреб, Хорватия Судьи: Марк Левин, Михай Симион |
| 9 сентября 13:00 | Отчёт | Молина — 3 Джаледжо — 2 Гарсия — 2 Валлес — 1 Пероне — 1 | Голы | Лисунов — 4 Закиров — 2 | Загреб, Хорватия Судьи: Марк Левин, Михай Симион |

| 9 сентября 15:00 | Отчёт | Турция                                                      | 9:6  | Северная Македония                            | Загреб, Хорватия Судьи: Пьер Боннай , Юхаш Дьердь |
| 9 сентября 15:00 | Отчёт | Счёт по четвертям: 2–0, 1–2, 3–3, 3–1                       |      |                                               | Загреб, Хорватия Судьи: Пьер Боннай , Юхаш Дьердь |
| 9 сентября 15:00 | Отчёт | Окман — 3 Кагатай — 2 Хантал — 2 Бескердеслер — 1 Гувен — 1 | Голы | Бркич — 4 Рацуница — 1 Босанчич — 1 Бенич — 1 | Загреб, Хорватия Судьи: Пьер Боннай , Юхаш Дьердь |

### 1/4 финала
| 9 сентября 17:45 | Отчёт | Италия                                                        | 6:2  | Германия              | Загреб, Хорватия Судьи: Сержио Боррел, Георгиос Ставридис |
| 9 сентября 17:45 | Отчёт | Счёт по четвертям: 2–1, 2–1, 1–0, 1–0                         |      |                       | Загреб, Хорватия Судьи: Сержио Боррел, Георгиос Ставридис |
| 9 сентября 17:45 | Отчёт | Фиглиоли — 2 Луонджо — 1 Галло — 1 Пресцуитти — 1 Айкарди — 1 | Голы | Буковски — 1 Элер — 1 | Загреб, Хорватия Судьи: Сержио Боррел, Георгиос Ставридис |

| 9 сентября 20:40 | Отчёт | Черногория                                      | 5:6  | Сербия                                    | Загреб, Хорватия Судьи: Борис Маргета, Эрхан Тулга |
| 9 сентября 20:40 | Отчёт | Счёт по четвертям: 2–1, 1–1, 1–2, 1–2           |      |                                           | Загреб, Хорватия Судьи: Борис Маргета, Эрхан Тулга |
| 9 сентября 20:40 | Отчёт | Янович — 2 Вукцевич — 1 Ивович — 1 Гойкович — 1 | Голы | Удовичич — 4 Аврамович — 1 Прлаинович — 1 | Загреб, Хорватия Судьи: Борис Маргета, Эрхан Тулга |

### 1/2 финала. Матчи за 7-10 место
| 9 сентября 12:00 | Отчёт | Испания | 12:11(доп. вр.) | Греция                                                                          | Загреб, Хорватия Судьи: Михайло Чирич, Юрген Хауше |
| 9 сентября 12:00 | Отчёт | Счёт по четвертям: 2–3, 3–1, 3–3, 2–3                                                                      |                 |                                                                                 | Загреб, Хорватия Судьи: Михайло Чирич, Юрген Хауше |
| 9 сентября 12:00 | Отчёт | Х.Гарсия — 3 Молина — 2 М.Гарсия — 1 Мартин — 1 Шураньи — 1 Мингел — 1 Эспаньол — 1 Уоллес — 1 Перроне — 1 | Голы            | Миралис — 3 Делакас — 2 Нтоскас — 2 Моурикис — 2 Мылонакис — 1 Пападогконас — 1 | Загреб, Хорватия Судьи: Михайло Чирич, Юрген Хауше |

| 9 сентября 20:40 | Отчёт | Турция                                                   | 8:15 | Румыния                                                                              | Загреб, Хорватия Судьи: Марк Левин, Георгиос Стравридис |
| 9 сентября 20:40 | Отчёт | Счёт по четвертям: 2–3, 0–6, 3–2, 3–4                    |      |                                                                                      | Загреб, Хорватия Судьи: Марк Левин, Георгиос Стравридис |
| 9 сентября 20:40 | Отчёт | Хантал — 3 Гункут — 2 Балто — 2 Хакуемез — 1 Чагатай — 1 | Голы | Георгешу — 5 Йосип — 2 Гуйман — 2 Раду — 2 Гуйман — 1 Негрен — 1 Крету — 1 Жибан — 1 | Загреб, Хорватия Судьи: Марк Левин, Георгиос Стравридис |

### 1/2 финала
| 9 сентября 17:45 | Отчёт | Сербия                                                                              | 9:10 | Хорватия                                                    | Загреб, Хорватия Судьи: Сергей Наумов, Сергио Боррелл |
| 9 сентября 17:45 | Отчёт | Счёт по четвертям: 1–2, 4–4, 2–2, 2–2                                               |      |                                                             | Загреб, Хорватия Судьи: Сергей Наумов, Сергио Боррелл |
| 9 сентября 17:45 | Отчёт | Гочич — 3 Удовичич — 1 Пиетлович — 1 Никич — 1 Раден — 1 Филипович — 1 Митрович — 1 | Голы | Бурич — 3 Бошкович — 3 Йокович — 2 Муслим — 1 Обрадович — 1 | Загреб, Хорватия Судьи: Сергей Наумов, Сергио Боррелл |

| 9 сентября 20:40 | Отчёт | Италия                                                                  | 10:8 | Венгрия                                                | Загреб, Хорватия Судьи: Борис Маргета, Франциск Хавьер Буш |
| 9 сентября 20:40 | Отчёт | Счёт по четвертям: 2–0, 2–3, 4–3, 2–2                                   |      |                                                        | Загреб, Хорватия Судьи: Борис Маргета, Франциск Хавьер Буш |
| 9 сентября 20:40 | Отчёт | Фиглиони — 3 Галло — 2 Гитто — 2 Присциутти — 1 Луонжо — 1 Гиачоппо — 1 | Голы | Мадараш — 3 Щивош — 2 Денеш — 1 Киш — 1 Хосньянски — 1 | Загреб, Хорватия Судьи: Борис Маргета, Франциск Хавьер Буш |

### Матч за 11 место
| 9 сентября 10:00 | Отчёт | Россия                                           | 5:4  | Северная Македония                 | Загреб, Хорватия Судьи: Николас Ставропулос, Мирослав Власич |
| 9 сентября 10:00 | Отчёт | Счёт по четвертям: 4–2, 2–2, 1–1, 3–2            |      |                                    | Загреб, Хорватия Судьи: Николас Ставропулос, Мирослав Власич |
| 9 сентября 10:00 | Отчёт | Новоксенов — 2 Басик — 1 Стратан — 1 Лисунов — 1 | Голы | Бенич — 3 Бркич — 2 Вуксанович — 1 | Загреб, Хорватия Судьи: Николас Ставропулос, Мирослав Власич |

### Матч за 9 место
| 10 сентября 10:00 | Отчёт | Греция | 10:7 | Турция                                | Загреб, Хорватия Судьи: Аксель Бендер, Андрей Фралунович |
| 10 сентября 10:00 | Отчёт | Счёт по четвертям: 4–2, 2–2, 1–1, 3–2                                                                                |      |                                       | Загреб, Хорватия Судьи: Аксель Бендер, Андрей Фралунович |
| 10 сентября 10:00 | Отчёт | Гоунас — 2 Мылокинас — 1 Миралис — 1 Делакас — 1 Фоунтоулис — 1 Афроудакис — 1 Нтоскас — 1 Моурикис — 1 Коломвос — 1 | Голы | Окман — 3 Хантал — 2 Бескардеслер — 2 | Загреб, Хорватия Судьи: Аксель Бендер, Андрей Фралунович |

### Матч за 7 место
| 10 сентября 12:00 | Отчёт | Испания                                                      | 7:8  | Румыния                                             | Загреб, Хорватия Судьи: Небойша Стайкович, Антон Бервоец |
| 10 сентября 12:00 | Отчёт | Счёт по четвертям: 0–0, 3–4, 0–4, 4–0                        |      |                                                     | Загреб, Хорватия Судьи: Небойша Стайкович, Антон Бервоец |
| 10 сентября 12:00 | Отчёт | Молина — 3 Мартин — 1 Эспаньол — 1 Малларах — 1 Х.Гарсия — 1 | Голы | Раду — 3 Бусила — 2 Диакону — 1 Йосеп — 1 Кадар — 1 | Загреб, Хорватия Судьи: Небойша Стайкович, Антон Бервоец |

### Матч за 5 место
| 10 сентября 14:00 | Отчёт | Германия                                                     | 6:14 | Черногория                                                                                | Загреб, Хорватия Судьи: Кун Джёрджи, Михай Симион |
| 10 сентября 14:00 | Отчёт | Счёт по четвертям: 0–5, 4–3, 1–2, 1–4                        |      |                                                                                           | Загреб, Хорватия Судьи: Кун Джёрджи, Михай Симион |
| 10 сентября 14:00 | Отчёт | Штамм — 2 Нарошка — 1 Полице — 1 Буковски — 1 Шлоттербек — 1 | Голы | Злокович — 3 Гойкович — 3 Н.Янович — 3 Ивович — 2 Пашкович — 1 Данилович — 1 М.Янович — 1 | Загреб, Хорватия Судьи: Кун Джёрджи, Михай Симион |

### Матч за 3 место
| 11 сентября 17:45 | Отчёт | Сербия                                                        | 10:8 | Венгрия                                               | Загреб, Хорватия Судьи: Филиппо Гомез, Марио Бргульян |
| 11 сентября 17:45 | Отчёт | Счёт по четвертям: 3–1, 2–2, 2–1, 3–4                         |      |                                                       | Загреб, Хорватия Судьи: Филиппо Гомез, Марио Бргульян |
| 11 сентября 17:45 | Отчёт | Удовович — 3 Филипович — 3 Раден — 2 Прлаинович — 1 Гочич — 1 | Голы | Киш— 2 Мадараш — 2 Денеш — 2 Хошньянски — 1 Сивош — 1 | Загреб, Хорватия Судьи: Филиппо Гомез, Марио Бргульян |

### Финал
| 11 сентября 20:40 | Отчёт | Хорватия                                                           | 7:3  | Италия                              | Загреб, Хорватия Судьи: Георгиос Стравридис, Эрхан Тулга |
| 11 сентября 20:40 | Отчёт | Счёт по четвертям: 2–2, 1–0, 2–0, 2–1                              |      |                                     | Загреб, Хорватия Судьи: Георгиос Стравридис, Эрхан Тулга |
| 11 сентября 20:40 | Отчёт | Бошкович — 2 Буслйе — 2 Йокович — 1 Муслим — 1 Сукно — 1 Барач — 1 | Голы | Луонджо — 1 Фильйиоли — 1 Галло — 1 | Загреб, Хорватия Судьи: Георгиос Стравридис, Эрхан Тулга |

## Итоговое положение
| Место | Команда            |
| ----- | ------------------ |
|       | Хорватия           |
|       | Италия             |
|       | Сербия             |
| 4     | Венгрия            |
| 5     | Черногория         |
| 6     | Германия           |
| 7     | Румыния            |
| 8     | Испания            |
| 9     | Греция             |
| 10    | Турция             |
| 11    | Россия             |
| 12    | Северная Македония |

| Чемпион Европы по водному поло 2010 |
| ----------------------------------- |
| Хорватия Первый титул               |

## Лучшие игроки
- Лучший игрок (MVP) :  Йосип Павич
- Лучший вратарь :
- Лучший бомбардир : Ваня Удовичич (21 гол)